# Alberto Morrás
Morrás  Fernández est un nom espagnol. Le premier nom de famille, en général paternel, est Morrás ; le second, en général maternel, souvent omis, est Fernández.
Alberto Morrás Fernández (né le 31 mars 1987 à Vitoria-Gasteiz) est un coureur cycliste espagnol, professionnel en 2010 et 2011.

## Biographie
Entre 2006 et 2009, Alberto Morrás évolue au sein du club basque Seguros Bilbao.  
Il passe professionnel en 2010 au sein de l'équipe continentale Madeinox-Boavista, après y avoir été stagiaire,. Au mois d'aout, il participe à son premier Tour du Portugal. 
En 2011, il se classe notamment douzième du GP Torres Vedras-Trophée Joaquim Agostinho. Non conservé à l'issue de cette saison, il met un terme à sa carrière à 24 ans,.

## Palmarès
- 2003
  - 2e de l'Aiarako Bira[5]
- 2005
  - 3ea étape de la Vuelta al Besaya (contre-la-montre par équipes)
- 2007
  - 3e de l'Ereñoko Udala Sari Nagusia
  - 3e du Mémorial Etxaniz
- 2008
  - 2e du Trophée Pedro Herrero
  - 2e de la Klasika Lemoiz
- 2009
  - Copa del Porvenir
  - Volta a Barbanza
  - 2e du championnat du Pays basque sur route espoirs
  - 2e du Mémorial Ángel Mantecón
  - 3e de la Soraluzeko Saria
  - 3e de la Subida a Gorla